# 丸善薬品
丸善薬品株式会社（まるぜんやくひん）は、群馬県高崎市に本社を置く主に医薬品・医療機器の卸売りを扱う企業であった。現在は、未来創生グループの一社「東邦薬品」である。 

## 会社概要
- 所在地:群馬県高崎市問屋町3-7-1
- 代表者:善如寺邦夫（代表取締役会長）、飯野康男（代表取締役社長）
- 資本金:2,906万円

## 沿革
- 1953年（昭和28年）4月 - 設立。
- 1969年（昭和44年）- 長野の「鍋林」が群馬営業所開設。
- 1971年（昭和46年）- 栃木の「ナカノ薬品」と「かみや薬品」が群馬に進出。
- 1972年（昭和47年）- 新潟の「マルタケ」と東京都の「東邦薬品」が群馬に進出。
- 1999年（平成11年）2月1日 - 群馬県における薬粧部門を「東邦薬品」に譲渡。
- 2001年（平成13年）3月1日 - 群馬県における営業権を「東邦薬品」に譲渡。

## 主な取引メーカー
- 田辺製薬、藤沢薬品、エーザイ